# Montagu (Sudafrica)
Montagu è una cittadina sudafricana situata nella municipalità distrettuale di Cape Winelands nella provincia del Capo Occidentale.

## Geografia fisica
La cittadina sorge nel Piccolo Karoo a circa 180 chilometri a est di Città del Capo.

## Monumenti e luoghi d'interesse
- Chiesa riformata olandese di Montagu